# Cropalati
Cropalati è un comune italiano di 967 abitanti della provincia di Cosenza in Calabria. È posto a 384 m s.l.m. sugli ultimi contrafforti della Sila Greca, tra le vallate formate dal fiume Trionto e dal torrente Coserie.

## Origini del nome
Il nome del paese è di evidente origine greco bizantina, cui si riferisce etimologicamente a Kouropalàtes (Maresciallo di palazzo, funzionario bizantino governatore del paese), oppure in onore all'imperatore Michele Curopalàtis. Dai documenti storici, si hanno notizie del paese a partire dal 1325, con il nome di Caropilati.

## Storia
Le prime tracce di civiltà sul territorio risalgono al VII secolo a.C., quando a pochi chilometri di distanza sorgevano le antiche città della Magna Grecia: Sýbaris e Kroton. Dapprima territorio di passaggio, nel 510 a.C. assume un ruolo centrale per via della battaglia che si svolse nei pressi del fiume Nika (Cariati), da dove i crotoniati inseguirono e annientarono le forze sibarite in una battaglia finale al guado del fiume Trionto (nei pressi di Mirto Crosia). Secondo la leggendaria tradizione, si erano fronteggiati ben 100.000 crotoniati, guidati dall'atleta olimpico Milone, contro i sibariti che li superavano per tre volte. La vittoria arrise a Kroton nonostante l'inferiorità numerica poiché i sibariti usarono, per la battaglia, cavalli ammaestrati a eseguire passi di danza negli spettacoli al suono dei flauti. I crotoniati, nella Battaglia di Nika, iniziarono a suonare i flauti, eseguendo la stessa melodia con la quale i cavalli erano stati ammaestrati per danzare, col risultato che le avanguardie delle truppe sibarite furono disarcionate immediatamente. E dopo settanta giorni di saccheggi venne deviato, sembra su idea di Pitagora, il corso del fiume Crati i cui flutti fecero sparire Sibari per sempre. La leggenda vuole, che, alcuni Sibariti scampati allo scontro, ricostruirono la città sulle colline del fiume Trionto (confine naturale tra le due città), nacque così la famosa Sýbaris sul Traente, situata nell'odierno centro storico di Cropalati dove, secondo alcuni storici, venne eretta la nuova Acropoli. A conferma di questa tesi, vi è anche un'antica tradizione popolare che riconosce una vallata poco distante dal paese, come La Strage (in dialetto Strangi ), nome che venne attribuito al luogo della disfatta di Sibari, proprio al confine tra il comune di Cropalati e quello di Corigliano-Rossano, di fronte l'odierna Crosia.  Il territorio è stato frequentato, successivamente, da vari popoli italici, specialmente dai Bruzi: infatti, recenti rinvenimenti archeologici confermano ciò. Il comune è di probabile origine bizantina. Un'altra tesi è che sia stato un accampamento fortificato, con il nome di Castrum Cropalatum, con funzione di controllo della transumanza sulla via Ionio-Sila, sul fiume Trionto e anche dei traffici di oro e argento che provenivano dalle miniere di Longobucco. Durante il primo Medioevo, il borgo si è sviluppato intorno a numerose grotte tufacee, scavate dai monaci per abitarvi e pregare. L'attuale centro cittadino sorse a fianco ad un castello feudale, verso il XIV secolo. Già appartenente allo Stato di Rossano, Cropalati appartenne ai Ruffo, ai Sambiase, ai d'Aragona Montalto (1507-1600) e ai Badolato (1600-1617), che vi incardinarono il titolo di Marchese. Ritornato allo Stato di Rossano nel 1617, vi appartenne fino al 1806 diventando feudo degli Aldobrandini e dei Borghese (famiglia) di Roma come baronia. Nel 1799, per ordinamento del Gen. Championnet, fu incluso nel cantone di Cirò. Nel 1807 divenne "luogo" del "governo di Cariati". Il 4 maggio del 1811, Cropalati venne elevato a capoluogo di Circondario, che comprese i comuni di Paludi, Calopezzati, Crosia e Caloveto. Cropalati.

### Simboli
Lo stemma e il gonfalone del comune di Cropalati sono stati concessi con decreto del presidente della Repubblica del 26 aprile 1984.
Il gonfalone è un drappo di azzurro.

## Monumenti e luoghi d'interesse

### Architetture religiose
Chiesa del Santissimo Rosario: nota, prima dell'Anno Mille, come chiesa dell'Annunziata, di cui attualmente si festeggia la ricorrenza il 25 marzo, è databile intorno al X secolo. Solo nel XVI secolo fu dedicata alla Madonna del Rosario in seguito all'arrivo dei domenicani che ne diffusero il culto e fu sede dell'omonima congrega. Sicuramente il sacro edificio, anticamente, tenendo conto della tipologia del manufatto, si snodava lungo le mura di cinta del centro abitato, e, visto posteriormente, ha l'aspetto di una torre esagonale. Al suo interno è presente una sola navata con l'abside centrale ove è posto l'altare centrale di antica fattura e sul quale è posta la nicchia nella quale è contenuta l'antichissima statua della madonna del Rosario che veniva portata in processione fino alla fine degli anni settanta del XX secolo. La facciata principale, in frontespizio al palazzo Amantea ed al palazzo Pugliese, è ornata da un portale litico, in pietra locale, accuratamente scolpito, risalente al XVIII secolo come ricorda la lapide soprastante l'arco del portone d'ingresso. Nell'unica navata sono presenti due altari: sull'altare di destra, dalle forme barocche, è presente una tela settecentesca che raffigura l'Ecce Homo, di scuola napoletana. A sinistra è presente un altare finemente scolpito, in pietra locale, risalente al 1574 che incastona un polittico raffigurante la Madonna del Rosario, tra santi domenicani e tutt'attorno delle formelle nelle quali sono rappresentati i tre misteri del Rosario allora conosciuti: gloriosi, gaudiosi e dolorosi. Il tutto è sormontato da una lunetta raffigurante l'Eterno Padre che regge il mondo. Sul soffitto è situato un affresco rappresentante la Vergine con il Bambino in braccio. Il portone d'ingresso è sormontato dalla cantoria dove è ubicato l'organo, in legno, dalle forme molto semplici.

### Altri siti di interesse
Nel caratteristico centro storico si conservano importanti testimonianze storico-monumentali ed artistiche: i ruderi del medievale castello feudale; la chiesa matrice dedicata a Santa Maria Assunta (XVII secolo), da poco restaurata, con interessanti reperti archeologici; la chiesa dell'Annunziata, oggi del Rosario, con l'annesso ex convento dei domenicani, a forma di castello (che conserva una pregevole tela del Settecento raffigurante l'Ecce Homo, un altare in stile corinzio con un polittico su legno raffigurante la madonna del Rosario e i tre misteri allora conosciuti); la chiesa di Sant'Antonio Abate; la chiesa di Santa Maria ad Gruttam, con gli annessi ruderi dell'ex convento (che conserva un'icona bizantina rappresentante la Madonna con il Bambino, affrescata sulla parete di una grotta tufacea); il palazzo Amantea; le sculture di Baccelli nella ex sala consiliare; il monumento ai caduti in guerra.

### La Vurga
Sul territorio di Cropalati, a pochi chilometri dal centro, sorge un laghetto artificiale denominato "Vurga". Il flusso d'acqua che lo alimenta proviene dal torrente "Coserie". Da sempre meta turistica molto ambita per i paesini limitrofi, per i cropalatesi è un luogo in cui rinfrescarsi dal torrido caldo estivo.

## Società

### Evoluzione demografica
Abitanti censiti

## Sport

### Calcio
La principale squadra di calcio è la Polisportiva Cropalati 1983 A.S.D. che milita nel girone A di Seconda Categoria. È nata nel 1983.